# 久松信俊
久松 信俊（ひさまつ のぶとし）は、戦国時代から安土桃山時代にかけての武将。別名は定員。通称は弥九郎。

## 生涯
尾張国・坂部城（阿久比城）主・久松俊勝の庶長子。生母の出自はこれを水野氏とするものがある。父の後妻となった伝通院（於大の方）の実子である徳川家康との血縁関係はない。妻は佐治氏で「対馬守某」の娘とされている。異母弟に松平康元、松平康俊、松平定勝らがいる。
桶狭間の戦い後、父・俊勝は松平元康（後の家康）の招きを受けてその家臣となり、於大ら妻子を連れて三河国に入った。織田信長と元康が清洲同盟を結ぶと、阿久比の地は織田氏の支配下となり、家康と血縁のない信俊が坂部城（阿久比城）と尾張国内の久松氏の所領をもって信長に仕えることになった。
石山合戦の際には佐久間信盛の指揮下で石山本願寺を攻めていたが、信盛の讒言によって突如信長から謀反の疑いをかけられ、憤慨して大坂四天王寺において自害を遂げてしまう。信俊の死の直後、信盛の軍勢は坂部城を攻め落とし（前出「張州雑志」所収系図）、信俊の子供達のうち2人を殺害した。しかし胎児であった末子・信平は生母と共に保護され、外祖父佐治対馬守の許で出生したという（「寛政譜」）。またその子・信綱は松平定勝に仕え、子孫は伊予国松山藩家臣となった（同前）。